# رامون مایرگر
رامون مایرگر (اسپانیایی: Ramón Mayeregger‎؛ زادهٔ ۵ مارس ۱۹۳۶) بازیکن فوتبال اهل پاراگوئه بود.
از باشگاه‌هایی که در آن بازی کرده‌است می‌توان به باشگاه فوتبال ناسیونال پاراگوئه اشاره کرد.
وی همچنین در تیم ملی فوتبال پاراگوئه بازی کرده‌است.